# أنطونيو إيساياس كارفاليو ميراندا
أنطونيو إيساياس كارفاليو ميراندا (بالبرتغالية: António Isaías Carvalho Miranda‏) الشهير باسم أنطونيو ميراندا (9 يوليو 1965) لاعب كرة قدم برتغالي معتزل كان يجيد اللعب في مركز الوسط المهاجم والوسط المحوري. يتولى حاليا منصب مدرب نادي الدرجة الأولى الرفاع البحريني من 2016.

## روابط خارجية
- أنطونيو إيساياس كارفاليو ميراندا على موقع قاعدة بيانات كرة القدم.إي يو (الإنجليزية)